# Список умерших в 1959 году
В этой статье представлен список известных людей, умерших в 1959 году.
- См. также: Категория:Умершие в 1959 году

## Январь
- 2 января — Александр Герман (50) — Герой Советского Союза.
- 4 января — Иосиф Ковнер (63) — советский композитор и дирижёр, автор песен, оперетт и музыки к драматическим спектаклям и мультфильмам.
- 5 января
  - Каро Алабян (61) — советский архитектор, академик.
  - Акакий Чхенкели (85) — грузинский политик.
- 7 января — Борис Лавренёв (67) — русский писатель, драматург.
- 10 января
  - Михаэль Гржимек (24) — немецкий учёный-биолог, посвятивший жизнь борьбе за сохранение в неприкосновенности животных Африки (заповедника Серенгети); авиакатастрофа.
  - Иван Новиков (81) — русский советский писатель.
- 11 января
  - Алексей Зиновьев (62) — русский и советский актёр, драматург и прозаик.
  - Лидия Кякшт (73) — балерина и педагог-хореограф.
- 17 января — Дмитрий Трофимов — Герой Советского Союза.
- 18 января — Василий Золотарев (53) — советский военный деятель, генерал-майор.
- 19 января — Иван Коротков — Герой Советского Союза.
- 21 января — Прасковья Ангелина (46) — участница стахановского движения в годы первых пятилеток, бригадир тракторной бригады МТС, ударница, Дважды Герой Социалистического Труда.
- 22 января — Майк Хоторн (29) — британский автогонщик, первый британский пилот, ставший чемпионом мира в гонках Формулы-1; автокатастрофа.
- 23 января — Садатхан Гусейнов — советский азербайджанский хлебороб, Герой Социалистического Труда.
- 24 января — Василий Колесников (47) — Герой Советского Союза.
- 25 января — Артур Сэмуэль Аллен (64) — австралийский генерал-майор, участник мировых войн.
- 26 января — Александр Обухов (47) — Герой Советского Союза.
- 27 января — Николай Иванов (54) — Герой Советского Союза.
- 28 января — Иосиф Шпринцак (73) — сионистский деятель первой половины двадцатого века.
- 30 января — Димитрие Георгиевич (74) — югославский военный деятель, генерал-полковник, участник обеих мировых войн.

## Февраль
- 2 февраля — Владимир Тодрес-Селектор (61) — первый секретарь Молдавского областного комитета КПСС.
- 3 февраля
  - Бадди Холли (22) — американский певец, автор песен и пионер рок-н-ролла; авиакатастрофа.
  - Сидней Робинсон (82) — британский легкоатлет, чемпион и призёр летних Олимпийских игр 1900 года.
- 5 февраля — Елена Савицкая (50) — советская актриса, заслуженная артистка РСФСР.
- 6 февраля — Конкордия Антарова (72) — оперная и камерная певица (контральто), педагог. Заслуженная артистка РСФСР.
- 7 февраля — Даниэль Франсуа Малан (84) — южноафриканский политик, один из идеологов апартеида, премьер-министр Южной Африки с 1948 по 1954 год.
- 8 февраля — Михаил Бабкин (37) — майор Советской Армии, участник Великой Отечественной войны, Герой Советского Союза.
- 9 февраля — Григорий Гришко (53) — советский государственный и партийный деятель, 1-й секретарь Киевского областного комитета КП(б) — КП Украины (1952—1957).
- 11 февраля — Владимир Добросоцких (37) — участник Великой Отечественной войны, Герой Советского Союза.
- 12 февраля — Александр Теодоров-Балан (99) — болгарский лингвист и литературовед, академик, первый ректор Софийского университета.
- 14 февраля — Николай Бережков (36) — участник Великой Отечественной войны, Герой Советского Союза.
- 18 февраля — Серафим (Лукьянов) (79) — митрополит Русской Православной Церкви, экзарх Патриарха Московского и всея Руси в Западной Европе.
- 19 февраля — Александр Запорожец — советский политработник, генерал-лейтенант.
- 20 февраля — Залман Шнеур — еврейский поэт и прозаик.
- 21 февраля
  - Грейс Палотта — английская актриса, певица, модель, один из символов прекрасной эпохи.
  - Гумир Хадимухаметов (53) — участник Великой Отечественной войны, Герой Советского Союза.
- 22 февраля
  - Дмитрий Мануильский (75) — советский и украинский политический деятель.
  - Харольд Хардвик (70) — австралийский спортсмен, олимпийский чемпион.
- 25 февраля — Элияху Берлин (84) — общественный и политический деятель палестинского еврейства, важный деятель ишува во времена британского мандата.
- 26 февраля — Митрофан Артёмов (78) — советский государственный и партийный деятель, ответственный секретарь Калужского губернского комитета РКП(б).
- 28 февраля
  - Максвелл Андерсон (70) — американский драматург и теоретик театра.
  - Пётр Потрясов (57) — участник Великой Отечественной войны, Герой Советского Союза.
  - Леонид Резвых (38) — участник Великой Отечественной войны, Герой Советского Союза.

## Март
- 1 марта — Пётр Юрлов — участник Великой Отечественной войны, полный кавалер ордена Славы.
- 4 марта — Максвелл Лонг (80) — американский легкоатлет, чемпион летних Олимпийских игр 1900.
- 5 марта — Лия Мышковская (72) — русский советский литературовед и литературный критик.
- 7 марта — Итиро Хатояма (76) — японский политик, премьер-министр Японии (1954—1956), один из основателей Либерально-демократической партии Японии, отец 93-го премьер-министра страны Юкио Хатоямы.
- 8 марта — Борис Балабан (53) — советский украинский актёр, заслуженный артист Украинской ССР.
- 8 марта — Мирза Бала Мамедзаде — азербайджанский публицист и писатель, Председатель Азербайджанского национально-освободительного движения и партии «Мусават».
- 13 марта — Иван Серёгин (60) — советский военачальник, гвардии генерал-майор.
- 15 марта — Шалва Дадиани (84) — грузинский актёр, писатель, драматург, общественный деятель, переводчик. Народный артист Грузинской ССР(1923)
- 15 марта — Николай Димо (85) — русский и молдавский советский почвовед.
- 15 марта — Иван Лапшин (57) — генерал-майор Советской Армии.
- 19 марта — Залмен Розенталь — бессарабский еврейский писатель, фольклорист, журналист.
- 22 марта — Ольга Книппер-Чехова (90) — русская советская актриса, народная артистка СССР (1937), жена Антона Чехова.
- 22 марта — Константин Поцхверашвили (78) — грузинский композитор, дирижёр, музыковед.
- 23 марта — Виктор Шлепов (41) — лётчик-ас, подполковник Советской Армии, Герой Советского Союза (1943).
- 25 марта — Исаак Липницкий (35) — советский шахматист, мастер спорта СССР.
- 27 марта — Паулис Леиньш (76) — специалист в области зоотехники, животноводства и агрономии.
- 29 марта — Иван Пельтцер (87) — российский и советский актёр театра и кино, режиссёр.
- 30 марта — Даниил Андреев (52) — русский поэт, писатель, философ, мистик-визионер.
- 31 марта — Иосиф Жашков (59) — советский военачальник, генерал-майор.
- 31 марта — Глеб Кржижановский (87) — деятель революционного движения в России, советский государственный и партийный деятель.

## Апрель
- 1 апреля — Рудольф Касснер (75) — австрийский писатель, философ культуры, мыслитель-эссеист, переводчик греческой философии, английской, французской и русской словесности.
- 2 апреля — Николай Чарнецкий (74) — блаженный Римско-католической и Украинской грекокатолической Церквей, епископ, исповедник, член монашеского ордена редемптористов.
- 3 апреля — Роберт Иохансон (81) — латышский (рижский) фотограф.
- 3 апреля — Соломон Лазурин (59) — советский кинорежиссёр и сценарист.
- 7 апреля — Пётр Алексеев (40) — полный кавалер ордена Славы.
- 11 апреля — Бронюс Пундзюс (51) — литовский скульптор; профессор.
- 12 апреля — Александр Зотов (61) — советский военачальник, генерал-майор.
- 13 апреля — Георгий Шавгулидзе (48) — советский грузинский актёр театра и кино. Народный артист Грузинской ССР.
- 15 апреля — Марк Бельговский (53) — советский генетик.
- 16 апреля — Зинаида Бондарина (49) — белорусская писательница, прозаик, поэтесса, переводчица.
- 16 апреля — Владимир Нейштадт (60) — советский историк шахмат, шахматный композитор и журналист.
- 16 апреля — Чарльз Хэлтон (83) — американский актёр театра и кино.
- 17 апреля — Борис Ширяев (71) — русский писатель «второй волны» изгнания.
- 19 апреля — Александр Дехтерёв (69) — русский педагог, писатель, деятель Русской Православной церкви.
- 22 апреля — Николай Досталь (50) — советский кинорежиссёр.
- 23 апреля — Павел Баннов (42) — Герой Советского Союза.
- 23 апреля — Виктор Чистяков (52) — Герой Советского Союза.
- 24 апреля — Акоп Коджоян (75) — армянский живописец и график.
- 27 апреля — Пётр Кулижский (59) — Герой Советского Союза.
- 27 апреля — Иван Просолов (42) — Герой Советского Союза.
- 29 апреля — Михаил Ухмылов (46) — советский хоккеист и футболист.

## Май
- 3 мая
  - Никита Козлов (47) — участник Великой Отечественной войны, Герой Советского Союза.
  - Александр Рыжов (54) — майор Советской Армии, участник Великой Отечественной войны, Герой Советского Союза.
- 4 мая — Альфред Агач (84) — французский архитектор-градостроитель, социолог, автор генеральных планов Рио-де-Жанейро, ряда других бразильских городов, Канберры.[1][2]
- 5 мая — Сидги Рухулла (73) — советский азербайджанский актёр. Народный артист СССР.
- 6 мая — Вагарш Вагаршян (65) — армянский советский актёр, народный артист СССР.
- 14 мая — Георгий Бекерев (57) — советский государственный и партийный деятель, председатель Исполнительного комитета Корякского окружного Совета (1953—1959).
- 16 мая — Константин Пылаев (44) — участник Великой Отечественной войны, Герой Советского Союза.
- 21 мая — Ираклий Церетели (77) — политический деятель России и Грузии.
- 24 мая — Джон Фостер Даллес (71) — американский государственный деятель, занимавший пост Государственного секретаря при президенте Эйзенхауэре.
- 28 мая — Александр Козюренко (42) — украинский советский художник-карикатурист, заслуженный деятель искусств Украинской ССР.
- 28 мая — Виктор Севрин (35) — участник Великой Отечественной войны, Герой Советского Союза.

## Июнь
- 1 июня
  - Григорий Муха (46) — участник Великой Отечественной войны, Герой Советского Союза.
  - Сакс Ромер (76) — английский писатель.
  - Александр Тюменев (78) — российский историк, специалист по истории древнего мира.
- 2 июня — Егор Акиняев (43) — участник Великой Отечественной войны, Герой Советского Союза.
- 6 июня — Александр Кидин (50) — советский политический деятель, 1-й секретарь Удмуртского областного комитета КПСС (1959).
- 7 июня — Пятрас Вайчюнас (68) — литовский поэт и драматург, переводчик.
- 8 июня — Николай Шикунов (35) — участник Великой Отечественной войны, Герой Советского Союза.
- 10 июня — Виталий Бианки (65) — русский писатель, автор многих произведений для детей.
- 10 июня — Израиль Блюмин (62) — советский экономист, историк экономических учений. Доктор экономических наук.
- 11 июня — Иван Ефремов (60) — советский актёр, режиссёр.
- 12 июня — Яков Штейман (68) — российский тромбонист, заслуженный артист РСФСР.
- 13 июня — Михаил Панченко (48) — Герой Советского Союза.
- 15 июня — Варвара Страхова (84) — русская оперная певица (меццо-сопрано и контральто).
- 17 июня — Константин Вейс (81) — русский офицер.
- 22 июня — Карл Егер (70) — штандартенфюрер СС (полковник), командир Айнзацкоманды.
- 22 июня — Михаил Покровский (61) — советский учёный, историк, этнограф, археолог, доктор исторических наук, профессор Краснодарского государственного педагогического института.
- 23 июня — Михаил Слуцкий (51) — советский кинорежиссёр, сценарист и оператор.
- 23 июня — Григорий Фихтенгольц (71) — русский и советский математик, автор широко известного трёхтомного учебника «Курс дифференциального и интегрального исчисления».
- 27 июня — Таавет Роотсмяэ (74) — эстонский и советский астроном.

## Июль
- 6 июля — Георг Гросс (65) — немецкий живописец, график и карикатурист.
- 15 июля — Эдуард Ванс Палмер (73) — австралийский писатель.
- 16 июля — Рене Аркос (78) — французский писатель и поэт, один из участников литературного объединения писателей и издательства «Аббатство».
- 16 июля — Цодик Долгопольский (79) — еврейский прозаик.
- 16 июля — Иван Жолтовский (91) — русский и советский архитектор, художник, просветитель, крупнейший представитель ретроспективизма в архитектуре Москвы.
- 17 июля — Билли Холидей (44) — американская джазовая певица; цирроз печени.
- 17 июля — Григорий Каменский (67) — советский учёный-гидрогеолог.
- 18 июля — Иосиф Белых (66) — участник Великой Отечественной войны, Герой Советского Союза, гвардии полковник.
- 18 июля — Семён Уганин (35) — участник Великой Отечественной войны, Герой Советского Союза.
- 24 июля — Абдулла Шаиг (78) — азербайджанский поэт, прозаик, драматург, переводчик и педагог.
- 24 июля — Михай Ласкар (69) — румынский военный деятель, генерал армии.
- 27 июля — Фёдор Тютчев (52) — советский футболист, полузащитник.
- 27 июля — Вячеслав Чухарев (33) — участник Великой Отечественной войны, Герой Советского Союза.

## Август
- 5 августа — Ратов, Павел Васильевич (63) — советский легкоатлет, спортивный судья, журналист, Заслуженный мастер спорта СССР.
- 8 августа — Альберт Наматжира (57) — австралийский живописец.
- 16 августа — Владимир Крюков (62) — участник Великой Отечественной войны, Герой Советского Союза.
- 18 августа — Лев Гольденвейзер — русский советский драматург.
- 20 августа — Альфред Кубин (82) — австрийский график, писатель и книжный иллюстратор.
- 25 августа — Алексей Мироненко (36) — подполковник Советской Армии, участник Великой Отечественной войны, Герой Советского Союза.
- 26 августа — Алексей Патрин (49) — участник Великой Отечественной войны, Герой Советского Союза.
- 26 августа — Николай Решетников (38) — участник Великой Отечественной войны, Герой Советского Союза.
- 28 августа — Рафаэль Лемкин (59) — польский и американский юрист еврейского происхождения, автор термина «геноцид» и проекта Конвенции ООН о предупреждении и наказании преступления геноцида.

## Сентябрь
- 2 сентября — Евдоким Петрунин — Герой Советского Союза.
- 3 сентября — Иоганнес Лихтенштейнский (86) — принц из дома Лихтенштейнов, сын Альфреда фон Лихтенштейна и Генриетты фон Лихтенштейн.
- 9 сентября — Ольга Аникст (72) — российский педагог, организатор профобразования в РСФСР.
- 12 сентября — Иван Новиков (38) — Герой Советского Союза.
- 13 сентября — Исраэл Роках (72) — израильский политический и государственный деятель, депутат Кнессета и мэр Тель-Авива.
- 20 сентября — Никандр Чибисов (66) — генерал-полковник (1943), Герой Советского Союза.
- 23 сентября — Григорий Лумпов (44) — Герой Советского Союза.
- 26 сентября — Соломон Бандаранаике (60) — премьер-министр Цейлона (ныне Шри-Ланка) в 1956—1959; убит заговорщиками.
- 26 сентября — Морсхед, Лесли Джеймс (70) — генерал-лейтенант австралийской армии, участник Первой и Второй мировых войн.
- 29 сентября — Пётр Богатырь (45) — советский военный. Участник Советско-финской и Великой Отечественной войн, Герой Советского Союза.
- 29 сентября — Леван Калантар (68) — армянский советский театральный режиссёр, театральный деятель, народный артист Армянской ССР.
- 30 сентября — Андрей Гусев (65) — советский военачальник, генерал-майор.

## Октябрь
- 3 октября — Иван Рубанюк (63) — советский военный деятель, Генерал-полковник.
- 5 октября — Павел Ратов (63) — советский легкоатлет (метание диска, пятиборье).
- 6 октября — Бернард Беренсон (94) — американский историк искусств и художественный критик.
- 6 октября — Николай Иванов (40) — Герой Советского Союза.
- 7 октября — Теодор Гриц (54) — русский советский детский писатель, литературовед, историк искусства, переводчик с английского языка.
- 7 октября — Владимир Зюванов (60 или 61)— советский военачальник, генерал-майор.
- 14 октября — Эррол Флинн (50) — голливудский актёр австралийского происхождения, кинозвезда и секс-символ 1930-х и 1940-х годов; сердечный приступ.
- 15 октября — Степан Бандера (50) — один из лидеров украинского националистического движения в Восточной Польше (Галиция), в 1941—1959 руководитель Организации украинских националистов; убит.
- 18 октября — Григорий Миткевич (36) — полный кавалер ордена Славы.
- 19 октября — Абрам Веледницкий (64) — литературовед.
- 26 октября — Степан Звонарёв — Герой Советского Союза.
- 27 октября — Дмитрий Гладкий (48) — молдавский советский партийный и государственный деятель.

## Ноябрь
- 4 ноября — Фридрих Вайсман (63) — австрийский математик, физик и философ.
- 10 ноября — Гертруда Боденвизер (69) — танцовщица, хореограф и педагог, пионер экспрессивного танца.
- 11 ноября — Иван Воропаев (54) — Герой Советского Союза.
- 13 ноября — Алексей Фатьянов (40) — русский советский поэт, автор стихов ко многим популярным песням.
- 18 ноября — Аркадий Смирнов (50) — Герой Советского Союза.
- 18 ноября — Аркадий Шайхет (61) — советский мастер фотоискусства.
- 19 ноября — Николай Никольский (82) — русский советский историк, библеист, востоковед.
- 23 ноября — Ольга Петлюра (73) — украинский педагог и общественный деятель, жена главы Директории УНР Симона Петлюры.
- 24 ноября — Борис Эйхенбаум (73) — русский литературовед.
- 24 ноября — Юрий Либединский (60) — русский советский писатель.
- 25 ноября — Жерар Филип (36) — французский актёр театра и кино; рак.
- 26 ноября — Мария Кожухова (62) — балерина, педагог.
- 26 ноября — Иван Кучеренко (50) — Герой Советского Союза.
- 29 ноября — Ханс Хенни Янн (64) — немецкий писатель; сердечный приступ.

## Декабрь
- 2 декабря — Александр Дмитриев (81) — российский, советский архитектор, инженер и архитектурный критик.
- 2 декабря — Расул Балтаев — командир 201 отдельного медико-санитарного батальона 113 стрелковой дивизии 57 армии 3-го Украинского фронта.
- 4 декабря — Эмиль Фельден (85) — немецкий протестантский богослов, деятель СДПГ и писатель.
- 6 декабря — Эрхард Шмидт (83) — немецкий математик.
- 7 декабря — Николай Рожнов (46) — Герой Советского Союза.
- 8 декабря — Сергей Мигай (71) — российский и советский певец, баритон. Народный артист РСФСР.
- 9 декабря — Курт Хельд (62) — немецкий писатель.
- 16 декабря — Сергей Васильев (59) — советский кинорежиссёр, народный артист СССР.
- 16 декабря — Михаил Панфилов (63) — генерал-майор технических войск, военный разведчик, участник Первой мировой, Гражданской, Великой Отечественной и советско-японской войн.
- 20 декабря — Юхан Симм (74) — эстонский и советский дирижёр и композитор, народный артист Эстонской ССР.
- 21 декабря — Юрий Алашеев (36) — Герой Советского Союза.
- 25 декабря — Марсель Каммерер (81) — австрийский архитектор и художник.
- 26 декабря — Иосиф Недзвецкий (51) — начальник полярной станции на мысе Арктический, Герой Советского Союза; погиб при пожаре.
- 30 декабря — Юрий Юровский (65) — российский и советский актёр и театральный режиссёр, народный артист СССР.